# متیداتیون
متیداتیون (به انگلیسی: Methidathion) با فرمول شیمیایی C6H11N2O4PS3 یک ترکیب شیمیایی با شناسه پاب‌کم 139281 است. که جرم مولی آن ۳۰۲٫۳۳۱ گرم بر مول می‌باشد. 